# Sami Vänskä
Sami Vänskä (ur. 26 września 1976) – fiński gitarzysta basowy.
Sami Vänskä zaczął pobierać prywatne lekcje gry na gitarze basowej w wieku siedmiu lat. Od tamtego czasu grał w kilku zespołach, grających różne odmiany metalu. Ze swoim przyjacielem Tuomasem Holopainenem grał w latach 1994–1997 grupie Nattvindens Gråt. W 1999 wraz z zespołem bluesowym Root Remedy nagrał ich debiutancki album. Wcześniej jednak, w 1998 został przyjęty do zespołu metalowego Nightwish, założonego dwa lata wcześniej przez Tuomasa. Nagrał z nimi trzy albumy studyjne oraz jeden koncertowy. W 2001 musiał jednak opuścić zespół w wyniku nieporozumień z jego członkami (głównie z Tuomasem).
Vänskä ma muzyczne wykształcenie. W czasie gry w Nightwish nie używał kostki ani nie korzystał z efektów typu overdrive czy distorion. Grał na czterostrunowych gitarach basowych: Warwick Corvette oraz Spector. Wcześniej korzystał też z basu Warwick Fortress Masterman.

## Dyskografia
- Nattvindens Gråt – Dar Svanar Flyger (demo) (1995)
- Nattvindens Gråt – A Bard’s Tale (1995)[5]
- Nattvindens Gråt – Chaos Without Theory (1997)[6]
- Nightwish – Oceanborn (1998)
- Root Remedy – Medication Time With.. (1999)
- Nightwish – Wishmaster (2000)
- Nightwish – Over the Hills and Far Away (EP) (2001)
- Nightwish – From Wishes to Eternity (live) (2001)
- Root Remedy – Root Remedy (2003)
- Root Remedy – The Crawler (2006)